# Stelios Papaflōratos
Stelios Papaflōratos (in greco: Στέλιος Παπαφλωράτος; 27 gennaio 1954) è un ex calciatore greco, di ruolo portiere.